# Olympische Sommerspiele 2012/Teilnehmer (Myanmar)
| Gelbes Symbol für Goldmedaillen mit stilisierten Olympischen Ringen | Graues Symbol für Silbermedaillen mit stilisierten Olympischen Ringen | Braundes Symbol für Bronzemedaillen mit stilisierten Olympischen Ringen |
| ------------------------------------------------------------------- | --------------------------------------------------------------------- | ----------------------------------------------------------------------- |
| —                                                                   | —                                                                     | —                                                                       |

Myanmar nahm in London an den Olympischen Spielen 2012 teil. Es war die insgesamt 16. Teilnahme an Olympischen Sommerspielen. Das Nationale Olympische Komitee Myanmars nominierte sechs Athleten in fünf Sportarten.

## Flaggenträger
Der Leichtathlet Zaw Win Thet trug die Flagge Myanmars während der Eröffnungsfeier.

## Teilnehmer nach Sportarten

### Bogenschießen
| Athleten     | Wettbewerb | Qualifikation | Qualifikation | 1. Runde         | 1. Runde | 2. Runde          | 2. Runde | Achtelfinale  | Achtelfinale  | Viertelfinale | Viertelfinale | Halbfinale    | Halbfinale    | Finale        | Finale        | Rang |
| Athleten     | Wettbewerb | Ringe         | Rang          | Gegner           | Ergebnis | Gegner            | Ergebnis | Gegner        | Ergebnis      | Gegner        | Ergebnis      | Gegner        | Ergebnis      | Gegner        | Ergebnis      | Rang |
| ------------ | ---------- | ------------- | ------------- | ---------------- | -------- | ----------------- | -------- | ------------- | ------------- | ------------- | ------------- | ------------- | ------------- | ------------- | ------------- | ---- |
| Männer       |            |               |               |                  |          |                   |          |               |               |               |               |               |               |               |               |      |
| Nay Myo Aung | Einzel     | 646           | 56            | Romain Girouille | 6:5      | Markijan Iwaschko | 1:7      | ausgeschieden | ausgeschieden | ausgeschieden | ausgeschieden | ausgeschieden | ausgeschieden | ausgeschieden | ausgeschieden | 17   |

### Judo
| Athleten     | Wettbewerb       | 1. Runde | 1. Runde | Achtelfinale | Achtelfinale | Viertelfinale | Viertelfinale | Hoffnungsrunde Halbfinale | Hoffnungsrunde Halbfinale | Halbfinale    | Halbfinale    | Hoffnungsrunde Finale | Hoffnungsrunde Finale | Finale        | Finale        | Rang |
| Athleten     | Wettbewerb       | Gegner   | Ergebnis | Gegner       | Ergebnis     | Gegner        | Ergebnis      | Gegner                    | Ergebnis                  | Gegner        | Ergebnis      | Gegner                | Ergebnis              | Gegner        | Ergebnis      | Rang |
| ------------ | ---------------- | -------- | -------- | ------------ | ------------ | ------------- | ------------- | ------------------------- | ------------------------- | ------------- | ------------- | --------------------- | --------------------- | ------------- | ------------- | ---- |
| Frauen       |                  |          |          |              |              |               |               |                           |                           |               |               |                       |                       |               |               |      |
| Aye Aye Aung | Klasse bis 78 kg | Freilos  | Freilos  | Yang Xiuli   | 000:100      | ausgeschieden | ausgeschieden | ausgeschieden             | ausgeschieden             | ausgeschieden | ausgeschieden | ausgeschieden         | ausgeschieden         | ausgeschieden | ausgeschieden | 9    |

### Leichtathletik
Laufen und Gehen
| Athleten     | Wettbewerb | Vorlauf | Vorlauf | Halbfinale    | Halbfinale    | Finale        | Finale        | Rang |
| Athleten     | Wettbewerb | Zeit    | Rang    | Zeit          | Rang          | Zeit          | Rang          | Rang |
| ------------ | ---------- | ------- | ------- | ------------- | ------------- | ------------- | ------------- | ---- |
| Frauen       |            |         |         |               |               |               |               |      |
| Ni Lar San   | Marathon   | –       | –       | –             | –             | 3:04:27 h     | 105           | 105  |
| Männer       |            |         |         |               |               |               |               |      |
| Zaw Win Thet | 400 m      | 50,07 s | 8       | ausgeschieden | ausgeschieden | ausgeschieden | ausgeschieden | 47   |

### Rudern
| Athleten      | Wettbewerb | Vorlauf     | Vorlauf | Vorlauf       | Hoffnungslauf | Hoffnungslauf | Hoffnungslauf | Viertelfinale | Viertelfinale | Viertelfinale | Halbfinale    | Halbfinale    | Halbfinale    | Finale      | Finale | Rang |
| Athleten      | Wettbewerb | Zeit        | Rang    | Qualifikation | Zeit          | Rang          | Qualifikation | Zeit          | Rang          | Qualifikation | Zeit          | Rang          | Qualifikation | Zeit        | Rang   | Rang |
| ------------- | ---------- | ----------- | ------- | ------------- | ------------- | ------------- | ------------- | ------------- | ------------- | ------------- | ------------- | ------------- | ------------- | ----------- | ------ | ---- |
| Frauen        |            |             |         |               |               |               |               |               |               |               |               |               |               |             |        |      |
| Shwe Zin Latt | Einer      | 8:10,15 min | 5       | Hoffnungslauf | 8:09,59 min   | 3             | Finale E      | ausgeschieden | ausgeschieden | ausgeschieden | ausgeschieden | ausgeschieden | ausgeschieden | 8:56,06 min | 4      | 28   |

### Schießen
| Athleten  | Wettbewerb       | Qualifikation | Qualifikation | Finale        | Finale        | Ringe | Rang |
| Athleten  | Wettbewerb       | Ringe         | Rang          | Ringe         | Rang          | Ringe | Rang |
| --------- | ---------------- | ------------- | ------------- | ------------- | ------------- | ----- | ---- |
| Männer    |                  |               |               |               |               |       |      |
| Maung Kyu | Luftpistole 10 m | 565           | 39            | ausgeschieden | ausgeschieden | 565   | 39   |